# Pirembel
Pirembel è un comune dell'Azerbaigian situato nel distretto di Yardımlı. Conta una popolazione di 557 abitanti.